# Mushitaro Oguri
Œuvres principales
Black Death Hall Murders
Perfect Crime
Mushitaro Oguri (小栗 虫太郎, Oguri Mushitarō, 14 mars 1901 - 10 février 1946), né Eijirō Oguri, est un écrivain japonais, auteur de romans policiers importants dans le Japon d'avant-guerre.

## Biographie
Oguri est né dans le quartier de Kanda à Tokyo. Après la mort de son père en 1911, la famille vit du soutien de parents et des revenus de la location d'une maison.
En septembre 1922, Oguri trouve du travail dans une imprimerie et commence à s'intéresser à la littérature. Les quatre ans durant lesquels il y travaille, il écrit une série de romans policiers et de nouvelles : Aru Kenji no Isho, Gen'naiyaki Rokuju Kazuhisa, Benigara Rakuda no Himitsu et Madōji. Ces trois dernières œuvres ne seront publiées qu'en 1936 ; Aru Kenji no Isho est publié en 1927.

## Œuvres principales
Les œuvres principales de Oguri sont :
- Black Death Hall Murders (黒死館殺人事件, Kokushikan Satsujinjiken?)
- Perfect Crime (完全犯罪, Kanzen Hanzai?)

D'après l'auteur Sari Kawana, il est l'un des écrivains qui ont créé les meurtres de savants fous, un sous-genre du développement plus large du roman policier japonais dans les années 1920 et 1930. Il se sert du motif du savant fou pour critiquer la croyance exagérément optimiste aux possibilités promises par la science, et pour souligner les contradictions potentielles entre science et éthique. Parmi les autres écrivains de ce courant, on peut citer Kyūsaku Yumeno.